# Сантана-да-Понти-Пенса
Сантана-да-Понти-Пенса (порт. Santana da Ponte Pensa) — муниципалитет в Бразилии, входит в штат Сан-Паулу. Составная часть мезорегиона Сан-Жозе-ду-Риу-Прету. Входит в экономико-статистический микрорегион Жалис. Население составляет 1546 человек на 2006 год. Занимает площадь 129,909 км². Плотность населения — 11,9 чел./км².

## Статистика
- Валовой внутренний продукт на 2003 составляет 17 020 672,00 реала (данные: Бразильский институт географии и статистики).
- Валовой внутренний продукт на душу населения на 2003 составляет 9976,95 реала (данные: Бразильский институт географии и статистики).
- Индекс развития человеческого потенциала на 2000 составляет 0,753 (данные: Программа развития ООН).